# Rags to Riches (singolo)
Rags to Riches è un singolo del rapper statunitense Lil Tecca, pubblicato il 4 luglio 2018 dall'etichetta discografica Republic Records.

## Tracce
1. Rags to Riches – 2:13